# راجعين بقوة السلاح
- الكاتب :[1]
- الملحن:رياض السنباطي
- المقام: عجم
- السنة:1967
- المطرب:أم كلثوم
- اسم الأغنية:راجعين بقوة السلاح
- موقع تسجيل يوتيوب: http://www.youtube.com/watch?v=crlT03v_UcI

- كلمات: صلاح جاهين
- ألحان: رياض السنباطى
- غنا: أم كلثوم

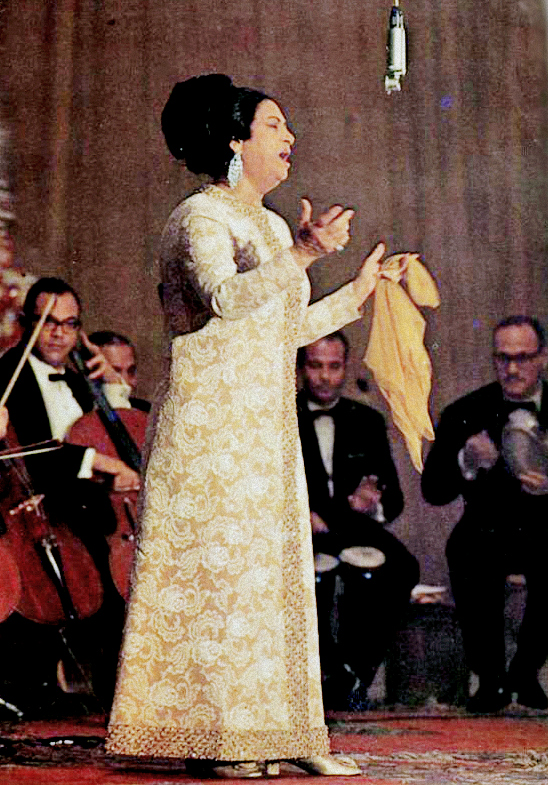
ام كلثوم

- إنتاج: 1967 قبل نكسة يونيه 1967 بأيام.
- موقع أداء الأغنية:
- المكان : سينما قصر النيل
- الزمان : الخميس 1 يونيو 1967
- المناسبة : بدايات ظروف حرب 1967

## نص قصيدة الكاتب
راجعين بقوة السلاح راجعين نحرر الحمى
راجعين كما رجع الصباح من بعد ليلة مظلمة
جيش العروبة يا بطل الله معك
ما أعظمك ما أروعك ما أشجعك
مأساة فلسطين تدفعك نحو الحدود
حول لها الآلام بارود في مدفعك
الله معك وكل حر شريف غيور
وياك وجنبك في لهيب المعركة
والنصر لك مهما العدو ساق الغرور
ومهما ساق المسكنة ولا اشتكى
غاصب لعين في كل دين
ودي فلسطين العرب
في كل خط ٍ معتدين الأرض تتفجر غضب
يغضب نسيم البحر والأمواج تثور
يا شعب يا منصور الله معك